# Vitbrynad bambuhöna
Vitbrynad bambuhöna (Bambusicola fytchii) är en fågel i familjen fasanfåglar inom ordningen hönsfåglar. Den förekommer i Sydostasien från nordöstra Indien vidare österut till norra Vietnam. Arten minskar i antal, dock inte tillräckligt kraftigt för att anses vara hotad.

## Utseende och läte
Vitbrynad bambuhöna är en 32-37 cm lång och rätt långstjärtad hönsfågel. Bröst och ovansida är fläckade i kastanjebrunt, flankerna i svart. På huvudet syns ett vitt ögonbrynsstreck ovan ett svart ögonstreck från ögat och bak i nacken.

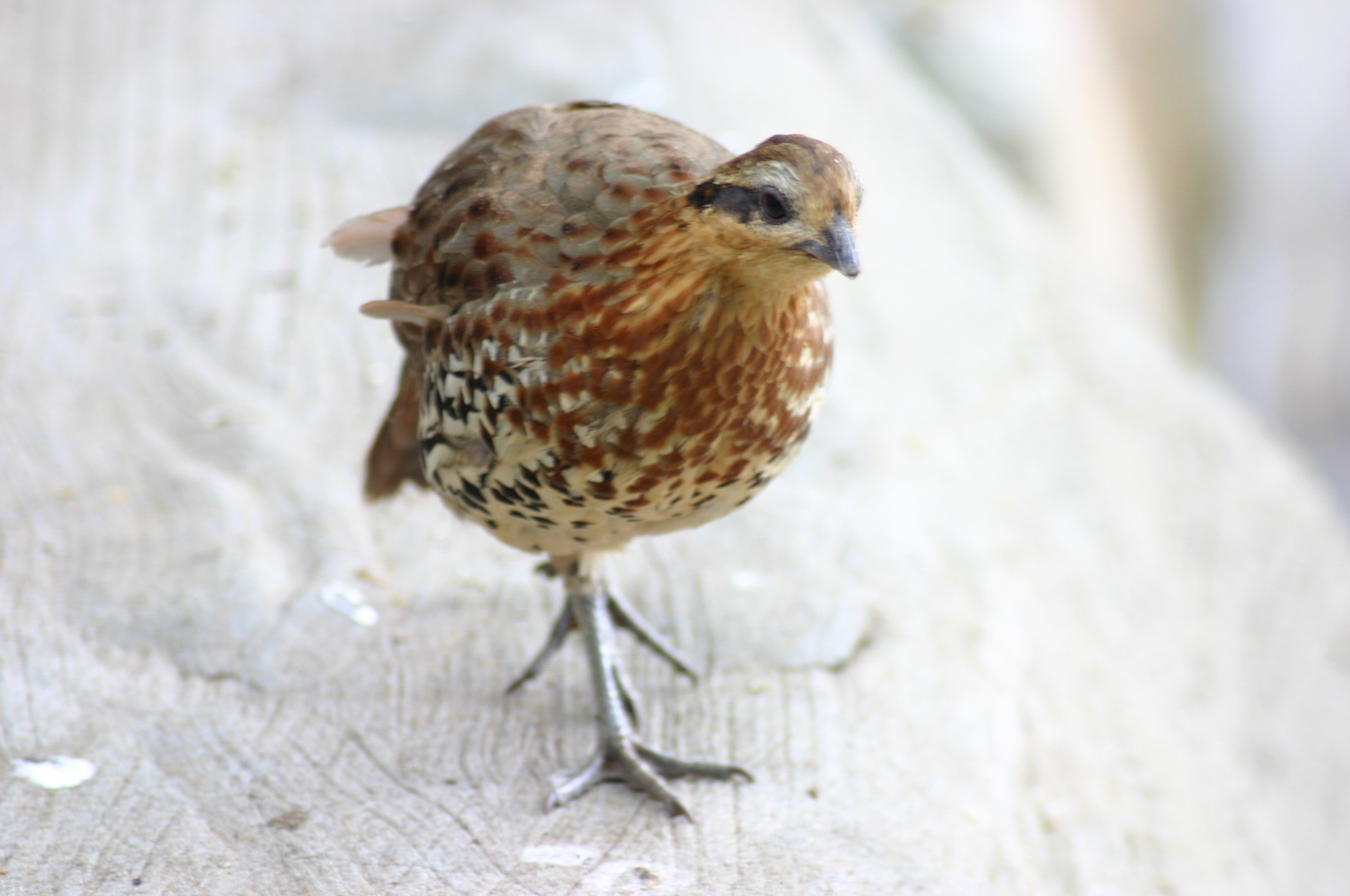

Sången består av en ljudlig serie med ljusa skriande toner, ofta inlett av ett hest gutturals vrål.

## Utbredning och systematik
Vitbrynad bambuhöna delas in i två underarter med följande utbredning:
- Bambusicola fytchii hopkinsoni – förekommer från nordöstra Indien till Bangladesh och norra Myanmar
- Bambusicola fytchii fytchii – förekommer från sydvästra Kina (Sichuan och Yunnan) till Myanmar och norra Vietnam

## Levnadssätt
Vitbrynad bambuhöna förekommer i tätt gräs och buskmarker i kuperad terräng på mellan 500 och 3000 meters höjd. Där är den mycket svår att få syn på och lyfter bara om den är hotad, och flyger då bara några meter. Den lever av frön, bär, skott, knoppar, säd och olika sorters ryggradslösa djur. Häckningsbiologin är inte känd med säkerhet, men tros vara monogam. Den häckar mellan mars och september, vanligen april till juli, i Kina. Arten är stannfågel.

## Status och hot
Arten har ett stort utbredningsområde och en stor population, men tros minska i antal på grund av habitatförstörelse och jakt, dock inte tillräckligt kraftigt för att den ska betraktas som hotad. Internationella naturvårdsunionen IUCN kategoriserar därför arten som livskraftig (LC). Världspopulationen har inte uppskattats men den beskrivs som ovanlig till vanlig.

## Namn
Fågelns vetenskapliga artnamn hedrar Albert Fytche (1820-1892), generalmajor, kommissarie över Tenasserim 1857-1867 och chefskommissarie över brittiska Burma 1867-1871.